# Hutchinson Island South
Hutchinson Island South est une census-designated place du comté de Sainte-Lucie, dans l'État de Floride, aux États-Unis,. En 2020, elle compte une population de 4 988 habitants.